# Euphyia adjrouaria
Euphyia adjrouaria là một loài bướm đêm trong họ Geometridae.